# Théodore Anne
Louis François Théodore Anne, né le 7 avril 1797 à Rouen et mort le 11 août 1869 à Paris 8e, est un dramaturge, librettiste et romancier français.

## Biographie
Entré dans l’armée en 1814, il fait partie jusqu’à la Révolution de juillet 1830 des gardes du corps de la compagnie de Noailles puis, fidèle aux Bourbons, démissionne.
Entré dans la presse légitimiste, il écrivit des brochures dans l’intérêt de son parti, et fut rédacteur au journal La France, critique théâtral de l'Union et collaborateur de la Revue et gazette des théâtres. On lui doit également ainsi que de nombreuses pièces, écrites seules ou en collaboration, qui furent représentées sur les plus grandes scènes parisiennes du XIXe siècle, comme le Vaudeville, la Gaîté, l’Ambigu-Comique, l’Académie royale de musique, le théâtre des Nouveautés, etc. Il a également réalise le livret de plusieurs pièces de Blangini, Niedermeyer ou Émile Paladilhe.
Il est inhumé au cimetière du Père-Lachaise.

## Œuvres
- Le Fureteur, ou l'Anti-Minerve, 1818.
- Éloge historique du duc de Berri, 1820.
- Le Coq de village, tableau-vaudeville en 1 acte, de Charles-Simon Favart, remis au théâtre avec des changements, avec  Eugène Hyacinthe Laffillard, 1822.
- Alfred, ou la Bonne Tête !!, vaudeville en 1 acte, avec Achille d'Artois, 1824.
- Les Deux officiers, vaudeville en 1 acte, avec Théodore d'Artois, 1824.
- La Rue du Carrousel, ou le Musée en boutique, vaudeville en 1 acte, avec Espérance Hippolyte Lassagne, 1824.
- La Saint-Henri, divertissement, avec Achille d'Artois, musique de Félix Blangini, 1825.
- Les Châtelaines, ou les Nouvelles Amazones, vaudeville en 1 acte, avec Achille d'Arbois, 1825.
- L'Exilé, vaudeville en 2 actes, tiré des Puritains d'Écosse, de Walter Scott, avec Achille d'Artois et Henri de Tully, 1825.
- L'Intendant et le garde-chasse, vaudeville, avec Marc-Antoine Désaugiers, musique de Félix Blangini, 1825.
- Madrid, ou Observations sur les mœurs et usages des Espagnols, au commencement du XIXe siècle, avec Mathurin-Joseph Brisset, 1825.
- Le Dilettante, ou le Siège de l'Opéra, folie-vaudeville en 5 petits actes, avec Jean-Baptiste Gondelier et Emmanuel Théaulon, 1826.
- Le Pari, vaudeville en 1 acte, avec Adolphe Jadin, 1826.
- Le Courrier des théâtres, ou la Revue à franc-étrier, folie-vaudevile en 5 relais, avec Jean-Baptiste Gondelier et Emmanuel Théaulon, 1827.
- La Girafe ou Une journée au jardin du Roi, Tableau-à-propos en vaudevilles, avec Gondelier et Théaulon, 1827.
- L'Orpheline et l'Héritière, comédie-vaudeville en 2 actes, avec Henri de Tully, 1827.
- Le Barbier châtelain, ou la Loterie de Francfort, comédie-vaudeville en 3 actes, avec Emmanuel Théaulon, 1828.
- La Fille de la veuve, comédie-vaudeville en 2 actes, avec Michel-Nicolas Balisson de Rougemont, 1828.
- Lidda, ou la Servante, comédie-vaudeville en un acte, avec Théaulon, 1828.
- Le Bandit, pièce en 2 acte, mêlée de chants, avec Théaulon, 1829.
- Jovial en prison, comédie-vaudeville en 2 actes, avec Gabriel de Lurieu et Théaulon, 1829.
- Le Vieux Marin, ou Une campagne imaginaire, vaudeville en 2 actes, avec Jadin et Théaulon, 1829.
- Journal de St-Cloud à Cherbourg, ou Récit de ce qui s'est passé à la suite du roi Charles X, du 26 juillet au 16 août 1830, 1830.
- Mémoires, souvenirs et anecdotes sur l'intérieur du palais de Charles X et les événements de 1815 à 1830, 1831.
- Le Noble et l'Artisan, ou le Parent de tout le monde, comédie-vaudeville en 2 actes, avec René Perin, 1831.
- Sophie et Mirabeau, ou 1773 et 1789, comédie-vaudeville en 2 actes, avec René Perin et Théaulon, 1831.
- La Prisonnière de Blaye, 1832.
- La Baronne et le prince Catastrophe, 1832.
- Edith Mac-Donald, histoire jacobite de 1715, 1832.
- Le Guérillero, opéra en 2 actes, avec Ambroise Thomas, 1842.
- Marie Stuart, opéra en 5 actes, musique de Louis Niedermeyer, 1844.
- Analyse de Marie Stuart, opéra en 5 actes, 1844.
- M. le Comte de Chambord à Wiesbaden, souvenirs d'août 1850, 1851.
- Quelques Pages du passé pour servir d'enseignement au présent et d'avertissement à l'avenir, 1851.
- La chambre rouge, drame en 5 actes, avec Auguste Maquet, 1852.
- L'Enfant du régiment, drame en 5 actes, avec Auguste Maquet, 1854.
- Histoire de l'ordre militaire de Saint-Louis, depuis son institution en 1693 jusqu'en 1830, avec Alexandre Mazas, 1855-1856.
- L'Espion du grand monde, drame en 5 actes, tiré du roman de Henri de Saint-Georges, 1856.
- La Folle de Savenay, 1856.
- La Reine de Paris, épisode du temps de la Fronde, 1856.
- L'Homme au masque d'acier, 1857.
- Le Chef des Invisibles, 1858.
- Les Deux Marquis, 1858.
- Le Cordonnier de la rue de la Lune, 1859.
- Ivan IV (scènes choisies par l'Académie des beaux-arts pour servir de texte au concours de composition musicale de 1860), musique de Émile Paladilhe, 1860.
- Alain de Tinteniac, 1862.
- Le Général Oudinot, duc de Reggio, 1863.